# Sergei Mitrofanowitsch Gorodezki

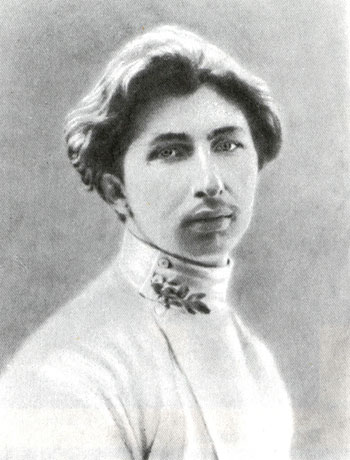
Sergei Mitrofanowitsch Gorodezki

Sergei Mitrofanowitsch Gorodezki (Russisch: Сергей Митрофанович Городецкий) (* 5. Januarjul. / 17. Januar 1884greg. in Sankt Petersburg; † 8. Juni 1967 in Obninsk) war ein russischer Dichter aus Sankt Petersburg. Nach einer Phase des Symbolismus wurde er zu einem wichtigen Vertreter des Akmeismus, der sich durch eine klare gegenständliche Darstellung auszeichnete.

## Leben und Werk
Sergei Gorodezki studierte zusammen mit Alexander Blok Geschichte und Sprache und Literatur an der Universität von Sankt Petersburg. Er war zunächst Anhänger des russischen Symbolismus, beeinflusst durch Wjatscheslaw Iwanow, Alexander Blok und Konstantin Balmont. Diese Richtung war gekennzeichnet durch einen Bezug auf die Slawische Mythologie und die angeblich urtümliche Kraft des Primitiven, was sich in Verbindung mit Naturverehrung  manifestierte. Gorodezki war seit 1911 Mitglied des „Dichterkreises“ (russ. Цех поэтов) in St. Petersburg/Petrograd, der sich gegen die okkulte, komplizierte Mehrdeutigkeit des Symbolismus wandte. Der führende Kopf war Nikolai Gumiljow, andere Dichter waren Anna Achmatowa und Ossip Mandelstam. Zu den wichtigsten Vorläufern gehörten Michail Kusmin und Innokenti Annenski. Ab 1913 veröffentlichte Gorodezki in der Zeitschrift „Apollon“, in der Gedichte und theoretische Artikel erschienen.
Nach der Oktoberrevolution 1917 schrieb Gorodezki politische Gedichte, wie „Das Lied von der Partei“, „Grüße des proletarischen Dichters“ (1921), „Parteitage“ (1931, 1958) und „Die Astronauten“ (1962). Gorodezki hatte sich vom Symbolismus entschieden abgewendet, verwendete statt Verrätselungen eindeutige Alltagssprache im dichterischen Bereich und die Texte waren in ihrer Diesseitigkeit und den Themen dem Akmeismus zuzurechnen.